# Synagoga chasydów z Góry Kalwarii w Częstochowie (al. NMP 31)
Synagoga chasydów z Góry Kalwarii w Częstochowie – synagoga znajdująca się w Częstochowie przy alei Najświętszej Marii Panny 31. Była jedną z czterech funkcjonujących w mieście gerskich synagog.
Synagoga została założona pod koniec XIX lub na początku XX wieku przez chasydów z Góry Kalwarii, zwolenników cadyków z rodu Alterów. Podczas II wojny światowej hitlerowcy zdewastowali synagogę.